# Robert Perreault
Pour les articles homonymes, voir Perreault.
Robert Perreault (né le 13 mai 1947 à Sainte-Anne-de-la-Pérade) est un homme politique québécois. Il œuvre d'abord au sein du Rassemblement des citoyens et citoyennes de Montréal, un parti politique municipal montréalais puis au sein du Parti québécois, où il occupe des fonctions ministérielles, au sein du gouvernement de Lucien Bouchard.

## Biographie

### Jeunesse et formation
Fils de Fernand Perreault, monteur de ligne, et de Marie Lefebvre, commerçante, Robert Perreault naît le 13 mai 1947 à Sainte-Anne-de-la-Pérade. 
Ayant obtenu un baccalauréat ès arts en 1968, il poursuit des études en sciences économiques à l'Université de Montréal.

### Carrière politique
Robert Perreault fait son entrée en politique en 1982, alors qu'il est élu conseiller du Rassemblement des citoyens et citoyennes de Montréal dans le district électoral municipal de Laurier. Il y est réélu en 1986 et 1990. Il occupe également la fonction de président de la Société de transport de la Communauté urbaine de Montréal. En 1994, il est élu député de la circonscription de Mercier sous la bannière du Parti québécois. Au sein du gouvernement de Lucien Bouchard, il sert à titre de ministre de la Sécurité publique du 29 janvier 1996 au 25 août 1997, de ministre d'État à la Métropole et ministre responsable de la région de Montréal du 25 août 1997 au 15 décembre 1998 et de ministre des Relations avec les citoyens et de l'Immigration du 15 décembre 1998 au 6 octobre 2000, date à laquelle il démissionne de ses postes de ministre et député, invoquant un « choix éminemment personnel ».